# 19789 Susanjohnson
19789 Susanjohnson (2000 QP149) là một tiểu hành tinh vành đai chính được phát hiện ngày 24 tháng 8 năm 2000 bởi Nhóm nghiên cứu tiểu hành tinh gần Trái Đất phòng thí nghiệm Lincoln ở Socorro.